# Solsiden
Solsiden er et storcenter i Trondheim, Norge. Centret ligger det gamle Trondhjems Mekaniske Værksted's (TMV) gamle bygninger - et område som i dag bliver kaldt Nedre Elvehavn. Indkøbcentret har 60 butikker, bl.a. Vinmonopolet, spa og 13 restauranter som er placeret på ydersiden af centeret mod vandet.  Butikkerne er fordelt på to etager. Der er 650 parkeringspladser knyttet til Solsiden.